# Etiuda op. 25 nr 7 (Chopin)

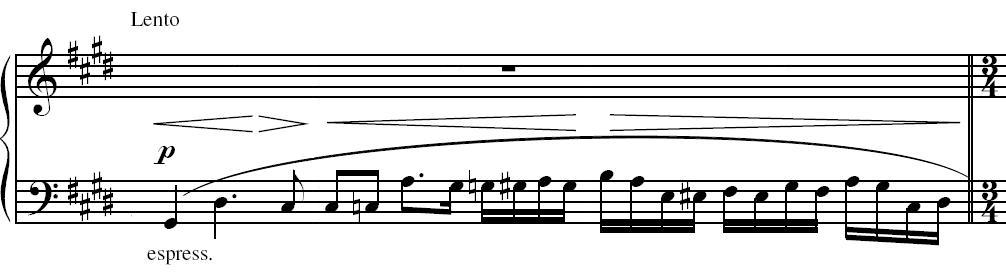
Początek Etiudy

Etiuda cis-moll op. 25 nr 7 – siódma z drugiego zbioru Etiud Fryderyka Chopina. Została skomponowana na fortepian w 1834. Dedykowana hr. Marii d'Agoult, kochance Liszta (à Madame la Comtesse d'Agoult), jak cały opus 25.